# Liophidium torquatum
Liophidium torquatum — вид змій родини Pseudoxyrhophiidae. Ендемік Мадагаскару.

## Поширення і екологія
Liophidium torquatum широко поширені на острові Мадагаскар, за винятком східних і південних районі, а також на сусідніх острівцях Нусі-Бе та Нусі-Танікелі. Вони живуть у вологих і сухих листяних лісах, в чагарникових заростях та на луках.